# Hugo Horiot
Hugo Horiot, nacido el 3 de agosto de 1982 Nacido en Dijon (Côte-d'Or), es un actor y escritor francés, y sobre todo un activista por la dignidad de las personas autistas.
En su etapa de no comunicación verbal en la primera infancia, es autor de El Emperador, Soy Yo y Autismo:Yo acuso!, mientras que su madre, Françoise Lefèvre, escribió varios libros sobre su relación, como Sobre todo, no me dibujes un cordero y El pequeño príncipe caníbal.
Ha hablado sobre su viaje como persona autista en varios programas de televisión.

## Biografía
Pasó su primera infancia sin hablar hasta los seis años. Según su testimonio, los médicos que lo atendieron a los dos años predijeron "un billete de ida a un hospital psiquiátrico".
Su nombre de pila ''Julien Hugo'' al nacer, dio preferencia a su segundo nombre a la edad de seis años (1988), cuando comenzó a hablar, para «matar al dictador que hay en él».
En 2000, se incorporó al Théâtre du Jour de Agen.
En 2013 ganó el premio Paroles de Patients.
Enmars 2017 En reacción a los comentarios de François Fillon sobre el autismo, consideró presentarse a las elecciones presidenciales bajo el lema de un partido de la neurodiversidad, pero fue demasiado tarde para obtener los patrocinios necesarios. Su lema entonces era: ''Un destino para todos ".
Desde finales de 2018, Hugo Horiot ha sido convocado regularmente como experto por las instituciones europeas para defender a las minorías cognitivas.
También aparece en dos episodios de la serie Astrid y Raphaëlle, donde Astrid, interpretada por Sara Mortensen, que es autista. Hugo Horiot interpreta a Paul Thomas, un personaje neurotípico.

## Obras
- Contribución a la obra colectiva de Charles Gardou (dir.), La discapacidad por quienes la viven, Érès, 2009, 248 p.

### Libros
- El emperador soy yo, posfacio de Françoise Lefèvre, París, L'Iconoclaste, 2013, 228 páginasISBN 978-2-913-366-58-9
- Cuaderno de un impostor, L'Iconoclaste, 2016.
- Autismo: Yo acuso!, El Iconoclasta, 2018.

### Adaptaciones teatrales
- El emperador soy yo, 2014
- Entraré en tu silencio, obra de Françoise Lefèvre y Hugo Horiot, adaptada y dirigida por Serge Barbuscia, creada en el Festival de Avignon de 2018, y presentada en el Théâtre du Balcon (Avignon) en 2018 (grabación en DVD) : París, vídeo de l'Harmattan, 2018)

## Filmografía

### Apariciones en documentales
Hugo Horiot también ha aparecido en documentales como :
- 2014 : Mi mundo separado de Sophie Robert
- 2018 : El emperador amurallado de Alexandre Bitoun

### Televisión (actor)
- 2020 : Astrid y Raphaëlle : Paul Thomas (episodios La noche de los muertos vivientes (temporada 1, episodio 7) y Bajo custodia policial (temporada 2, episodio 8) )

## Distinciones
- 2013 Premio Palabras del Paciente por El Emperador, Soy Yo